# Ella Smith
Ella Smith (Islington, 6 de junio de 1983) es una actriz inglesa. Tuvo su formación en la Academia de Artes Dramáticas Webber Douglas y fue miembro del Teatro Nacional Juvenil. En cine ha aparecido en películas como Las voces (2014), Cinderella (2015) y Hot Property (2016). En televisión ha integrado el reparto de producciones como Mistresses (2010) y Babylon (2014).

## Filmografía

### Cine
| Año  | Título                                       | Rol                   | Notas |
| ---- | -------------------------------------------- | --------------------- | ----- |
| 2009 | St Trinian's 2: The Legend of Fritton's Gold | Lucy                  |       |
| 2010 | Womb                                         | Molly                 |       |
| 2010 | Burke & Hare                                 | Barmaid               |       |
| 2012 | The Wedding Video                            | Lauren                |       |
| 2014 | Las voces                                    | Alison                |       |
| 2015 | Cinderella                                   | Slipper Lady          |       |
| 2015 | Kill your friends                            | Nikki                 |       |
| 2016 | Hot Property                                 | Saskia Armitage-Munro |       |

 2018 "Ray & Liz" dirigida por Richard Billingham

### Televisión
| Año           | Título                | Rol                | Notas             |
| ------------- | --------------------- | ------------------ | ----------------- |
| 2006          | Holby City            | Vanessa Robinson   |                   |
| 2006          | Strictly Confidential | Tanya Melton       |                   |
| 2007          | Cape Wrath            | Jezebel Ogilvie    |                   |
| 2007          | Sold                  | Phoebe             | Reparto principal |
| 2010          | Mistresses            | Steph              |                   |
| 2013          | Call the Midwife      | Dolly Smart        |                   |
| 2014          | Babylon               | Mia Conroy         | Reparto principal |
| 2015–presente | Hoff the Record       | Harriet Fitzgerald | Reparto principal |